# Сент Роз (Гваделуп)
Сент Роз (фр. Sainte-Rosen) град је у Француској у департману Гваделуп.
По подацима из 2010. године број становника у месту је био 20.155.

## Демографија
| 2011.  |
| ------ |
| 20,155 |